# Réserve naturelle nationale de Montenach
Pour les articles homonymes, voir Réserve naturelle nationale et Montenach (homonymie).
La réserve naturelle nationale de Montenach (RNN116) est une réserve naturelle nationale située en Lorraine, dans la région Grand-Est. Classée en 1994, elle occupe 107 ha et protège un ensemble de pelouses calcaires ainsi qu'un marais tufeux autour de la commune de Montenach.

## Localisation

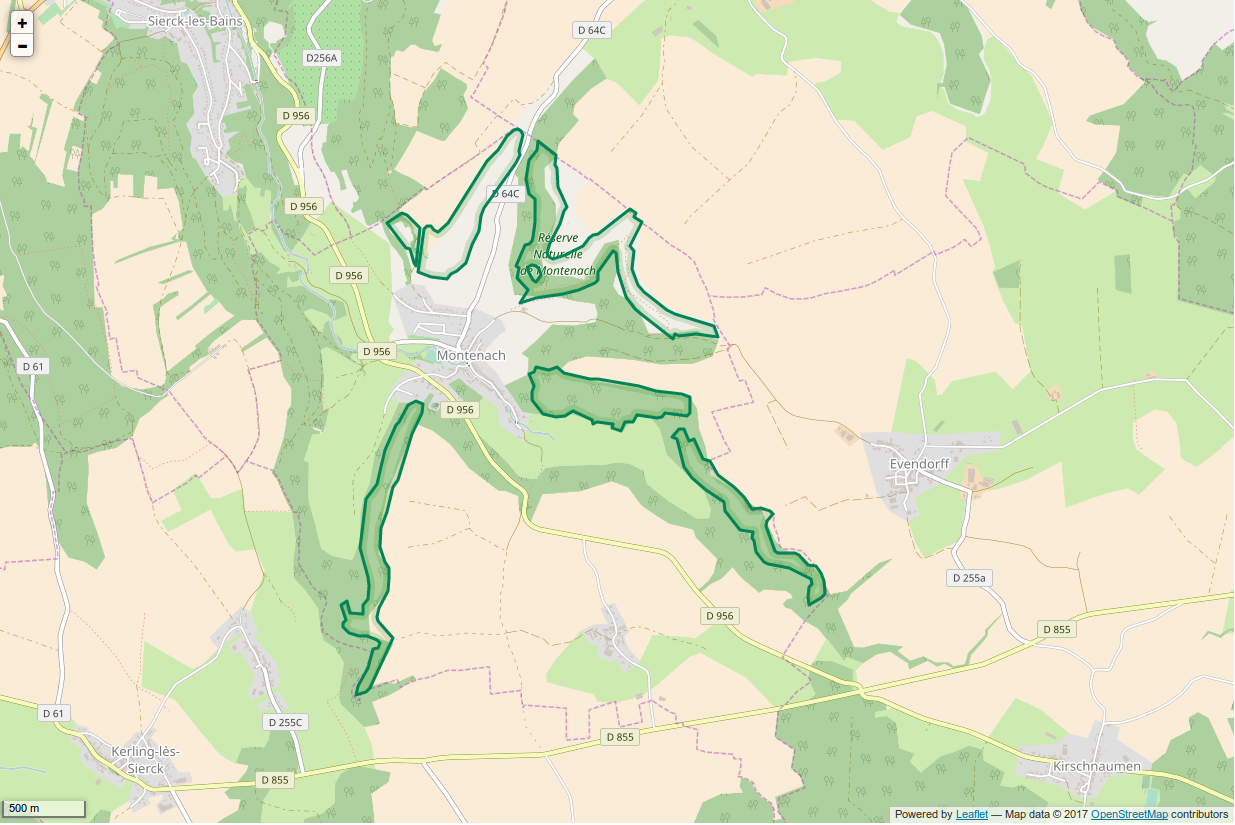
Périmètre de la réserve naturelle.

À 25 km au Nord-Est de Thionville et à proximité de Sierck-les-Bains, le territoire de la réserve naturelle se trouve en Moselle, dans le pays de Sierck, sur la commune de Montenach. Il s’étend sur 107 hectares sur les flancs de six collines distinctes (Klausberg, Koppenackberg, Loeschenbruchberg, Felsberg, Kremberg, Evendorfferberg) autour de cette localité. Son altitude varie de 225 m à 325 m, en majorité dans des versants sud (adret).

## Histoire du site et de la réserve

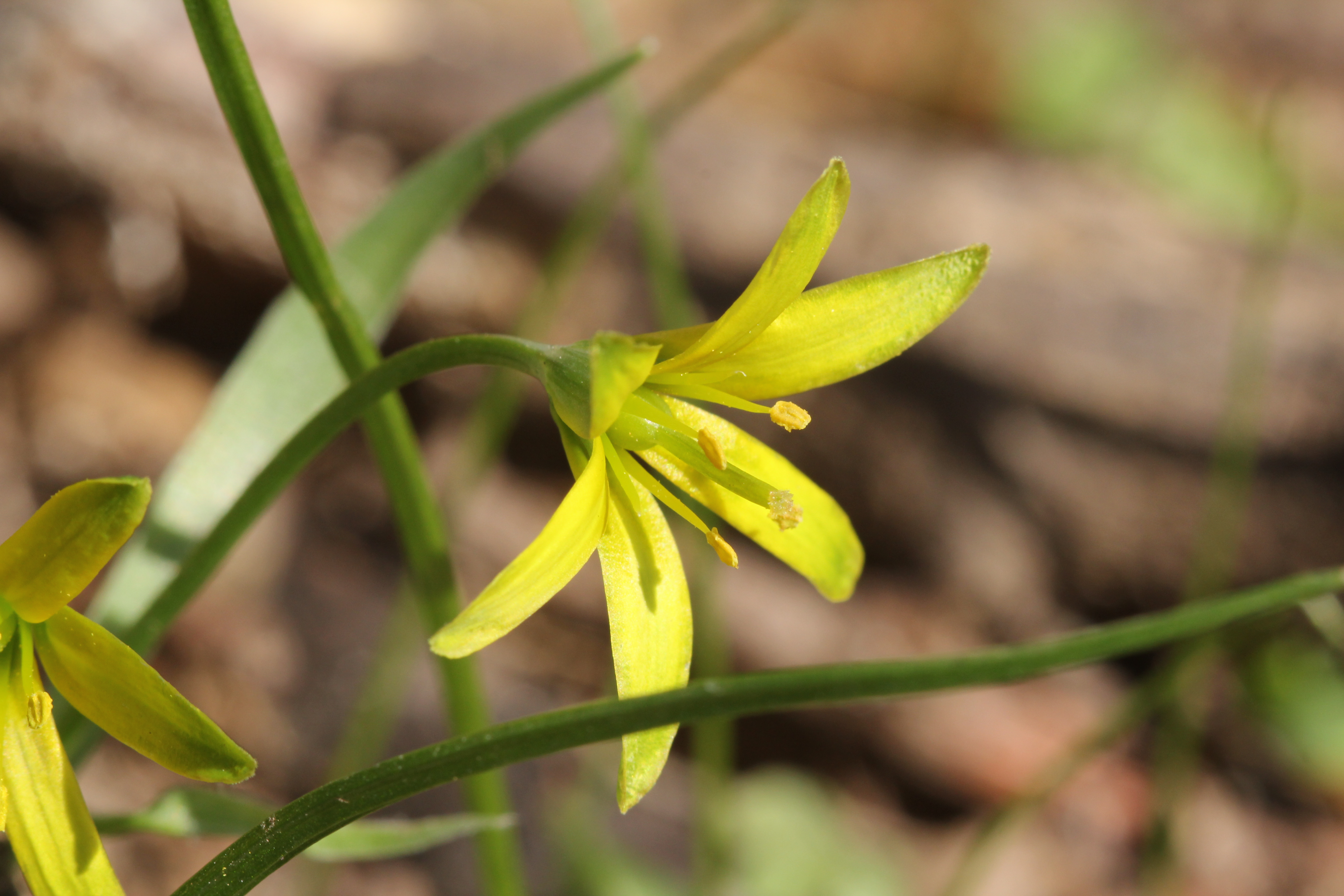
Gagée jaune

Le site de Montenach a probablement été habité depuis 7000 ans par une civilisation d'agriculteurs-éleveurs. La mécanisation des années 1950 a entrainé un abandon de certaines parcelles qui ont été recolonisées par la végétation. Les naturalistes ont alors attiré l'attention de la municipalité qui en 1980 a classé 90 ha de pelouses en réserve naturelle volontaire. Le classement en RNN est intervenu en 1994.
Retraité depuis 1974, Nicolas Théobald prend le temps de rédiger une monographie de son village natal et un recueil de ses souvenirs de jeunesse. En même temps, il s'engage dans la conservation du patrimoine naturel des collines qui servaient de pâture aux moutons et aux porcs tout autour du village ; elles sont occupées par des pelouses sèches où prospèrent en particulier des orchidées (Dactylorhiza maculata, Orchis mascula, Orchis militaris). L'enfant du pays convainc la municipalité de lutter contre le reboisement favorisé par l'abandon des pratiques ancestrales d'élevage. Après son décès à Obernai le 10 mai 1981 , le conseil municipal de Montenach et plusieurs propriétaires conviennent, avec le département de la Moselle, d'ériger les pelouses sèches en réserve naturelle volontaire, la réserve des sept collines, dédiée au professeur Nicolas Théobald.« Cette remarquable réserve naturelle, créée en 1985, consacre avant tout les belles études que Paul Haffner, pour la botanique, et Nicolas Théobald, pour la géologie, avaient effectuées dans la région de Montenach ». L'inauguration officielle, organisée par le maire de Montenach, Mathias Sausy, a lieu le 7 juin 1986, en présence du sous-préfet de Thionville Georges Bérard, du député de la Moselle le Dr Jean-Marie Demange, et du fils aîné de Nicolas Théobald, Jean-Gérard Théobald, professeur d'électronique à la faculté des sciences de Besançon.

## Écologie (biodiversité, intérêt écopaysager…)

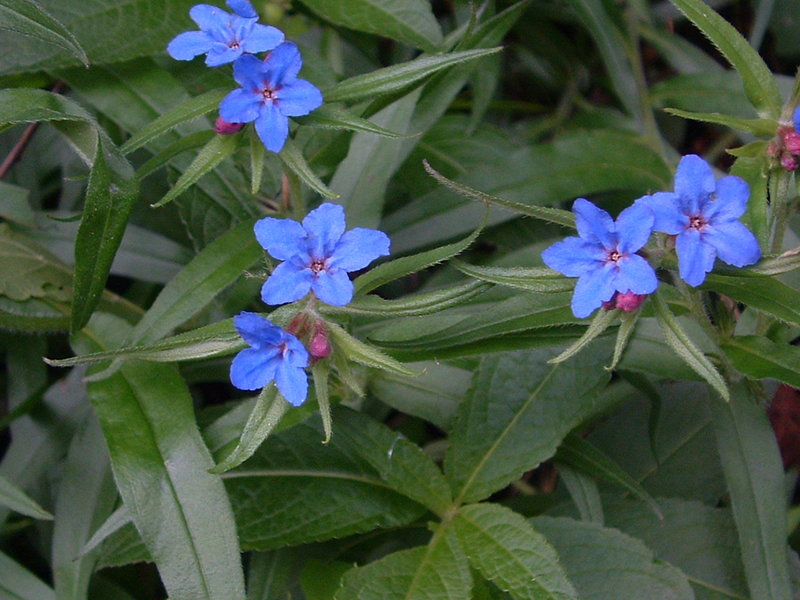
Grémil pourpre-bleu

Les milieux présents sont liés au substrat géologique. On y trouve essentiellement des couches de Trias moyen (Muschelkalk) sous forme de marnes sur lesquelles des limons et des éboulis se sont déposés. Les orientations variées des collines ont engendré des biotopes diversifiés : forêts, lisières, pelouses, cultures, friches, etc.
Des suintements alimentent des petits marais alcalins de pente.

### Flore

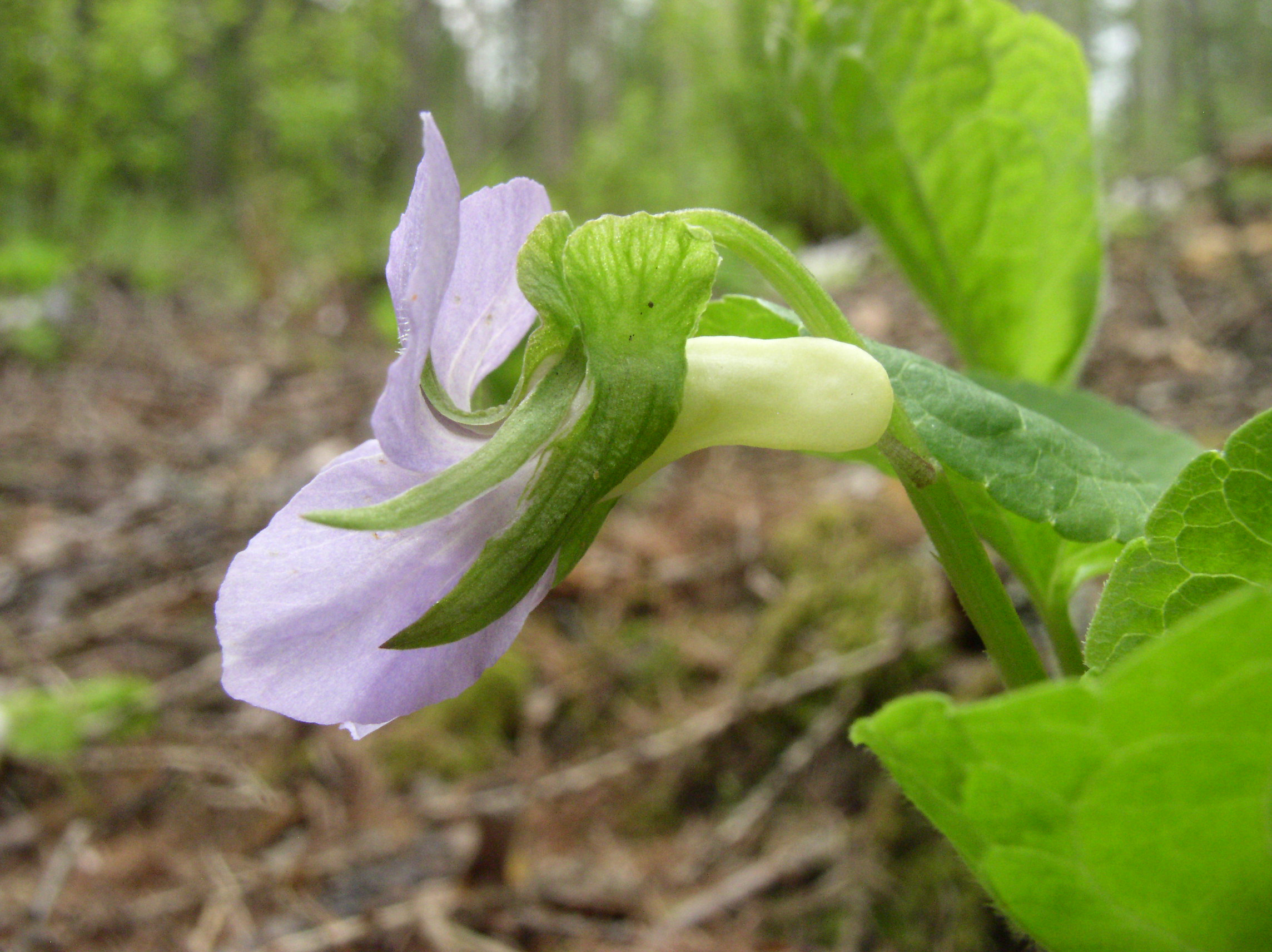
Violette étonnante

La flore du site compte plus de 500 espèces dont deux sont protégées au niveau national et douze au niveau régional.
Les boisements qui occupent environ 60 ha abritent la Gagée jaune, le Grémil pourpre bleu, le Sceau de Salomon odorant, l'Herbe aux cerfs, le Trèfle rougeâtre. Les zones rocheuses accueillent le Fumana vulgaire et la Mélique ciliée. Le marais tufeux abrite neuf espèces protégées dont l'Orchis pauciflore, le Scirpe pauciflore et le Scirpe comprimé. Les pelouses calcicoles abritent 23 espèces d'orchidées dont l'Orchis pourpre, l’Orchis homme-pendu, les Ophrys mouche, bourdon et abeille. On y trouve également le Scille à deux feuilles, le Bois-joli, la Violette étonnante, l'Ancolie commune.

### Faune

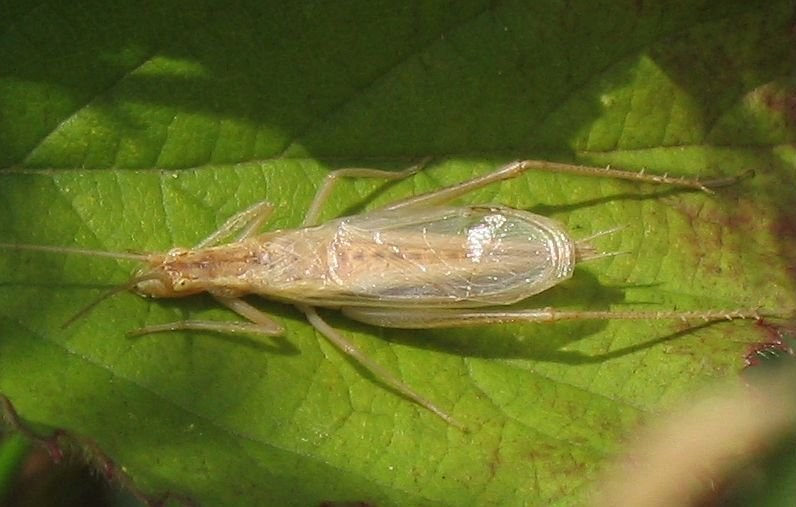
Grillon d'Italie

L'avifaune compte 79 espèces dont 20 sont nicheuses.
Les amphibiens comptent cinq espèces dont la Salamandre tachetée.
Les reptiles comptent cinq espèces, le Lézard des souches et le Lézard des murailles, l'Orvet, la Coronelle lisse et la Couleuvre à collier.
Pour les invertébrés, on compte 720 espèces de papillons dont 63 sont diurnes comme le Cuivré des marais. On y trouve également la Cigale des montagnes et le Grillon italien.

## Intérêt touristique et pédagogique
L'accès est libre sur le sentier de découverte, soumis à autorisation sur les autres secteurs.

## Administration, plan de gestion, règlement
La réserve naturelle est gérée par le Conservatoire d'espaces naturels de Lorraine.

### Outils et statut juridique
La réserve naturelle a été créée par le décret no 94-124 du 8 février 1994.
La réserve naturelle fait également partie du site Natura 2000 « Pelouses et rochers du pays de Sierck ».

## Galerie

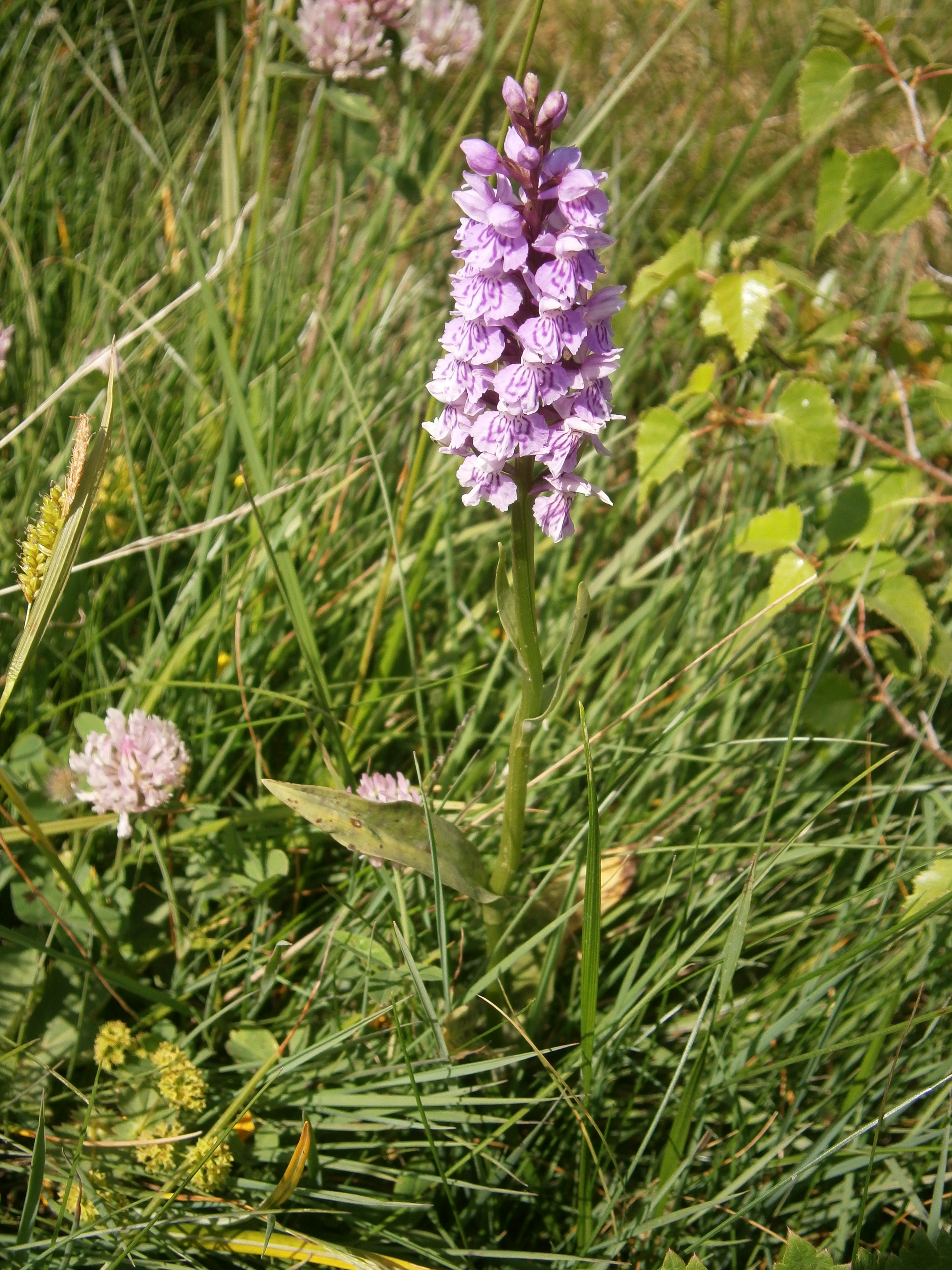
Dactylorhiza maculata ou Orchis tacheté
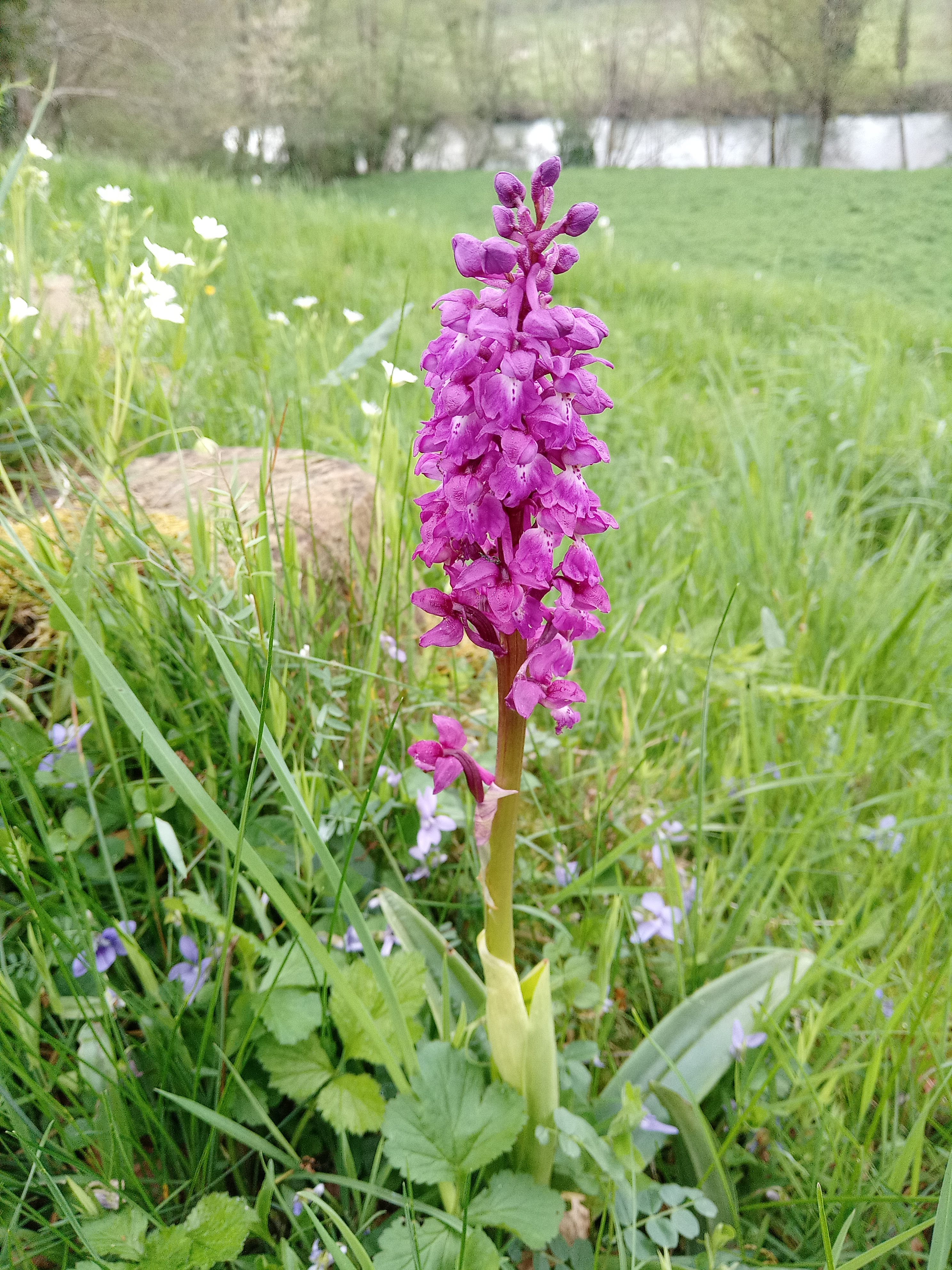
Orchis mascula ou orchis mâle
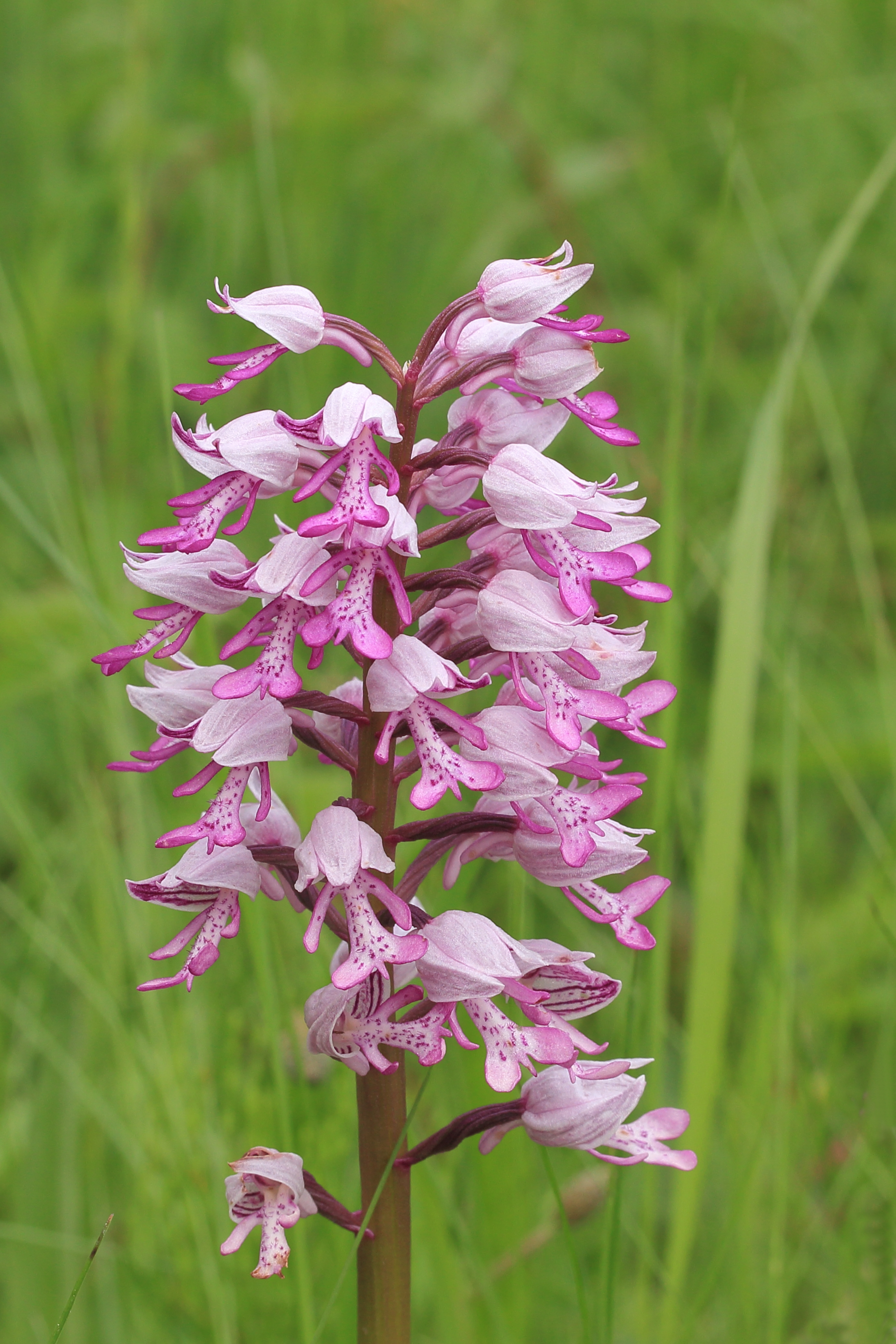
Orchis militaris